# 日枝神社 (高山市)
日枝神社（ひえじんじゃ）は、岐阜県高山市にある神社である。別名飛騨山王宮 日枝神社（ひださんのうぐう ひえじんじゃ）。春の例祭（山王祭）は、秋の櫻山八幡宮の例祭とともに高山祭として知られる。
高山市の高山城下町南半分（安川通り以南）の氏神である。
祭神は大山咋神。

## 沿革
1141年（永治元年）、飛騨国国司で三仏寺城（現在の高山市三福寺町に存在した飛騨国最古の城）城主である飛騨守平時輔が、近江国日吉神社を勧請し、三仏寺城の近くに創建した。言い伝えによれば、平時輔が狩りを行なっていたところ、一匹の老狼を見つける。これを仕留めようと矢を射たが獲物は見当たらず、矢は大杉に深くつき立っていたという。平時輔は「大山咋神が、お使いである老狼を救われたものであろう」と神の力を感じ、鎮護神として近江国より日吉大神を勧請し、日枝神社としたという。この時の大杉が、日枝神社の大杉という。
1181年（養和元年）、源義仲により三仏寺城は落城し、日枝神社も焼失した。御神体は無事であり、片野村杉ヶ平（現、高山市片野町杉ヶ丘）に移され、片野村の産土神として祀られた。1586年（天正13年）、金森長近が飛騨国に入り、高山城に入城した。1605年（慶長10年）、日枝神社を高山城の鎮護神とし、現在地へ移転した。
1692年（元禄5年）に飛騨国が天領となり高山城が廃城となった後も、高山陣屋（飛騨郡代）の鎮護神とされた。このころ、「両部習合神道」「山王一実神道」を以って松樹院が設けられ、山王権現宮と呼ばれた。飛騨国分寺との関係をもっていたという。1748年（寛延元年）、本殿が再建された。この本殿は現在移築修復され、末社の富士神社社殿として使用されている。1826年（文政9年）、真言宗仁和寺末となる。1869年（明治2年）、神仏分離により日枝神社に改称する。
1935年（昭和10年）、豪雨で裏山が崩れて本殿が倒壊した。現在の本殿は1938年（昭和13年）再建である。

## 施設
- 富士社 -- 富士神社（祭神 木花之佐久夜毘売命）・金刀比羅神社（祭神 大物主命・崇徳天皇）・恵比須神社（祭神 八重事代主神）を合祭する。社殿は1748年（寛延元年）に再建された日枝神社の旧本殿で、1935年（昭和10年）破損したが、破損箇所を修理して富士社社殿として移築した。「富士社社殿　附棟札」として市指定文化財となっている[1]。
- 日枝神社の大杉 -- 拝殿前にある大杉。高さ43m、樹齢1000年といわれる。県指定天然記念物[2]。
- 御旅所 -- 高山市街地の高山陣屋前にある。

## 交通機関
- 高山本線高山駅より徒歩25分。
- 高山濃飛バスセンター5番のりばよりのらマイカー（高山市コミュニティバス）南線右回り「日枝神社前」バス停下車、徒歩5分。

## 画像

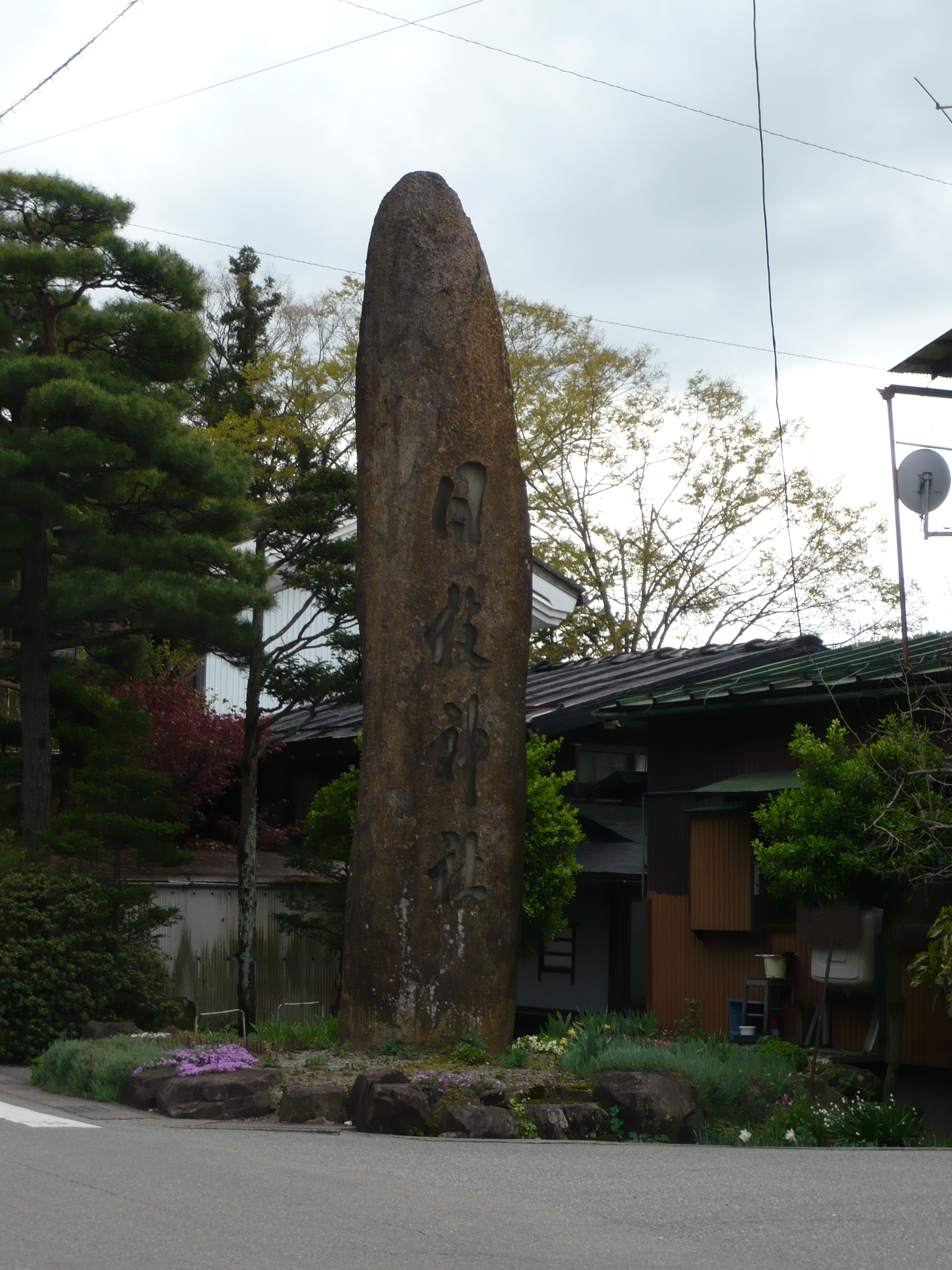
社号標
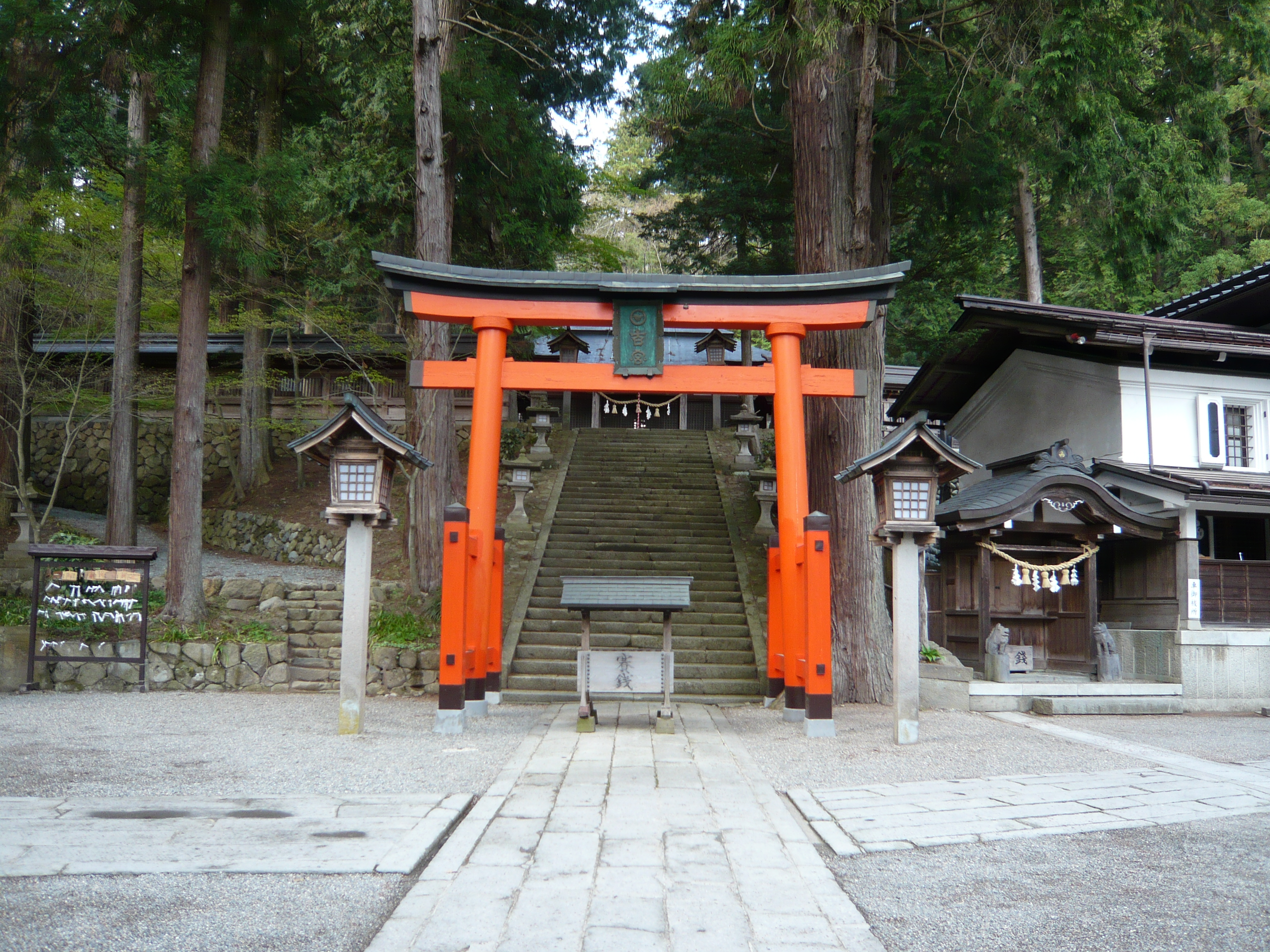
本殿下の鳥居
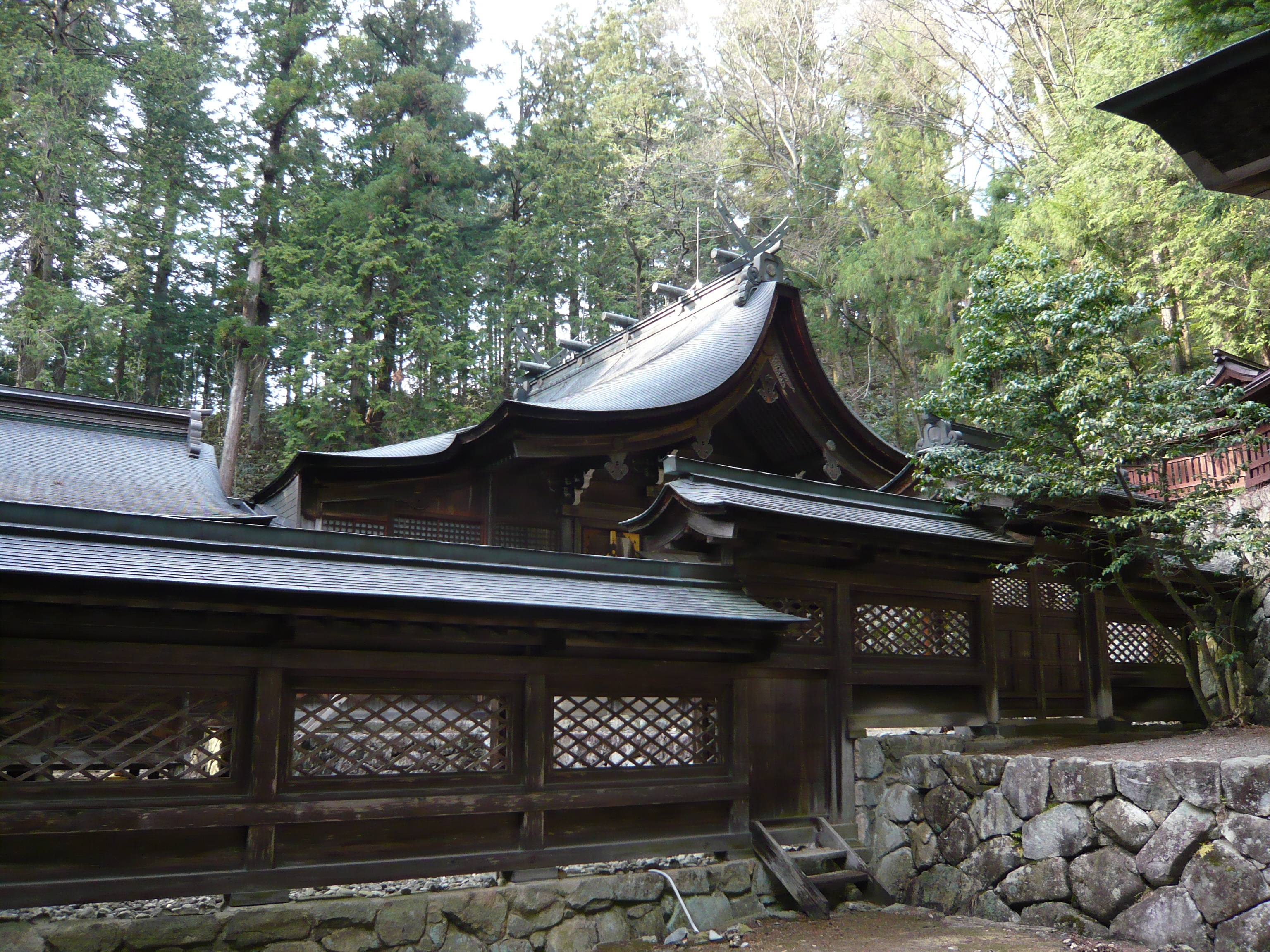
本殿
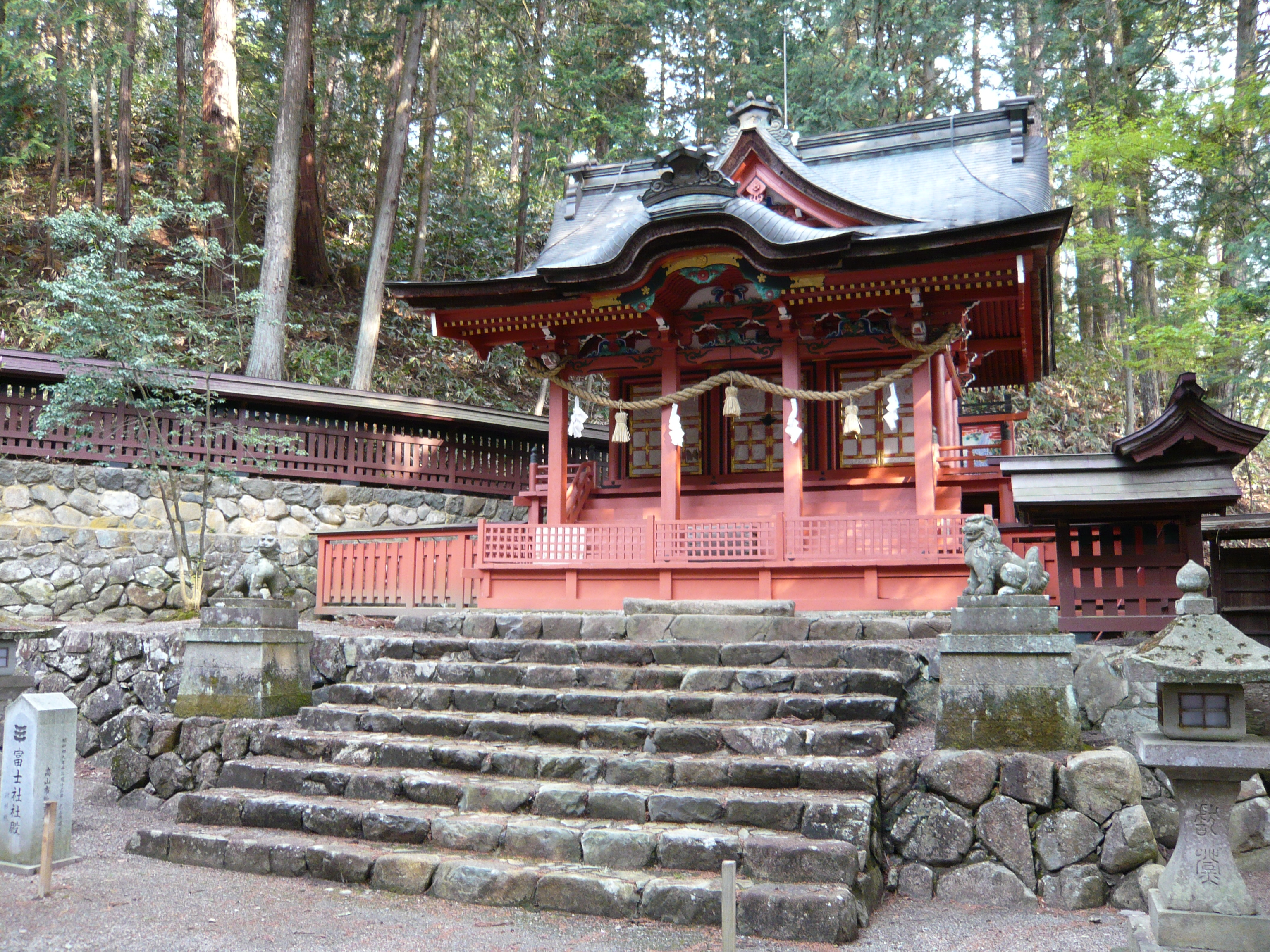
富士神社社殿（旧本殿）
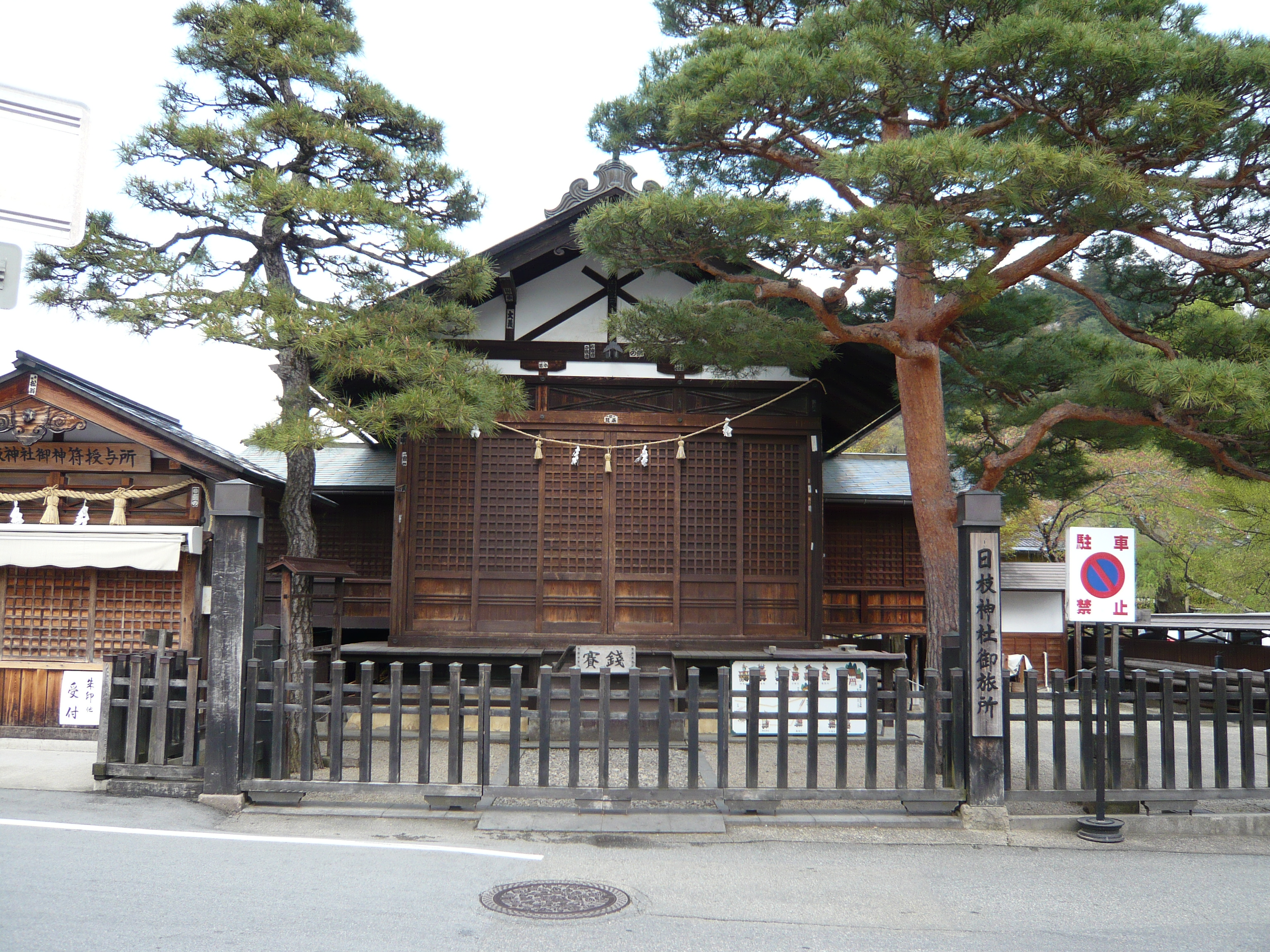
御旅所